# Constantin Hornea
Constantin Hornea (n. Bordei Verde, județul Brăila) a fost un handbalist român, care a făcut parte din lotul echipei naționale de handbal a României. A debutat în 1966 la echipa clubului de handbal din Brăila de unde s-a transferat în 1968 la echipa CSU Galați unde a debutat în Divizia A. A jucat 8 meciuri la echipa națională, pentru care a înscris 4 goluri. De asemenea, a mai jucat un număr de 31 meciuri, înscriind 37 de goluri pentru selecționata „B” a României.:p. 19
Între 1970-1977 a jucat pe postul de extremă stânga la clubul Dinamo București, de unde s-a transferat la Știința Bacău, unde a jucat până la finalul carierei. În anul 1980, după absolvirea Institutului de Educație Fizică și Sport și-a început activitatea ca antrenor la echipa Constructorul Arad după care, între 1983-1984, a  antrenat echipele de Divizia B, Partizanul Bacău și Constructorul Bacău.
În prezent este antrenor al echipei feminine de handbal Știința Bacău.